# Henri-Louis Roger
Pour les articles homonymes, voir Louis Roger.
Henri-Louis Roger, né le 15 juin 1809 à Paris où il est mort le 15 novembre 1891, est un médecin, cardiologue et pédiatre français.

## Biographie
Henri-Louis Roger étudia la médecine à Paris, et obtint son doctorat en médecine en 1839 avec une thèse sur l'auscultation intitulé De l'auscultation et se valeur semiologique.
En 1847, il devint agrégé à la faculté de médecine de Paris.
À partir de 1860, il a été associé à l'ancien hôpital Sainte-Eugénie devenu l'hôpital de la Charité. Là, il a concentré ses recherches sur les enquêtes post-mortem des enfants. Il s'intéressa également aux recherches concernant la cardiologie.
Son nom est associé à deux termes éponymes :
- la maladie de Roger, qui est une cardiopathie congénitale du septum ventriculaire asymptomatique (CIV)[1] ;
- le « bruit de Roger » (ou le « murmure de Roger »), qui est un bruit pansystolique d'un défaut du septum ventriculaire.

En 1862, il devint membre de l'Académie de médecine.
Avec le pathologiste Jean Baptiste Barth (1806-1877), Henri-Louis Roger a publié un ouvrage sur l'auscultation Traité pratique à l'auscultation, édité en 1865, à Paris, aux éditions Asselin.
Il est inhumé au cimetière du Père-Lachaise (21e division).